# Cap del Bosc
El Cap del Bosc és una muntanya de 1.508,8 metres d'altitud a cavall dels termes municipals de Baix Pallars (antic terme de Montcortès de Pallars), i de Soriguera (antic terme d'Estac), a la comarca del Pallars Sobirà. És a l'extrem sud-oest del seu terme municipal, a la punta sud de la Serra de Culroi. Es troba al nord-oest de la Collada des Maquis.